# Gilles Grapinet
Gilles Grapinet, né le 3 juillet 1963 à Aix-en-Provence (Bouches-du-Rhône), est un dirigeant d’entreprise français et un ancien haut fonctionnaire.
Il a occupé le poste de Directeur Général de Worldline, spécialisé dans les services de paiements électroniques, jusqu'au 30 septembre 2024.

## Formation
Gilles Grapinet effectue sa scolarité au Prytanée national militaire de La Flèche (Sarthe). Il obtient ensuite une maîtrise de droit public à l'Université d'Aix-Marseille, avant d’entrer à l’École nationale d'administration (ENA) en 1990 .
À sa sortie de l’ENA en 1992 (promotion Condorcet), il devient Inspecteur des finances (3e classe en 1993, 2e classe en 1996).

## Carrière

### Haut fonctionnaire (1996-2007)
En 1996, il rejoint la Direction générale des impôts où il est chargé notamment du contrôle de gestion puis de la stratégie et du système d’information.
De 2000 à 2002, il dirige le programme Copernic, service à compétence nationale visant à réfondre et simplifier l’informatique de l’activité fiscale de Bercy.
En 2003, il rejoint le cabinet du Premier ministre Jean-Pierre Raffarin, en tant que conseiller pour les affaires économiques et financières.
En 2004, il est nommé directeur de cabinet du Ministre de l’économie Hervé Gaymard, poste qu’il conserve après la démission de celui-ci. Il demeure directeur de cabinet de Thierry Breton jusqu’en avril 2007.

### Dirigeant d'entreprise (depuis 2007)
En mai 2007, il prend la direction par intérim de l’Inspection générale des finances, puis trois mois plus tard, celle de la stratégie du Crédit Agricole,.
En 2009, il devient directeur général adjoint du groupe Atos, chargé des fonctions globales, des ventes mondiales et du conseil.
En 2013, il devient directeur général de Worldline dont il supervise l'introduction en Bourse un an plus tard,. Il opère le rapprochement entre Worldline et l’acteur néerlandais Equens afin de donner naissance au leader européen du paiement en ligne,.
En mai 2018, il mène l'acquisition de SIX Payment Services, division des services de paiement du groupe suisse SIX, pour un montant de 2,3 milliards d'euros. Avec l'intégration des 1 600 salariés de SIX Payment Services et des activités et services d'acquisition commerçants servant plus de 200 000 commerçants pour un revenu d'environ 530 millions d'euros, Worldline s'octroie une hausse de 30 % de son chiffre d'affaires ainsi qu'une place de numéro un en Suisse, en Autriche et au Luxembourg. L'ambition de Worldline à travers cette opération est de créer un champion européen du paiement.
En avril 2019, à la suite de l’annonce par Atos de la distribution en nature d’environ 23,5 % du capital social de Worldline à ses actionnaires, il conduit la sortie de Worldline du périmètre de consolidation du groupe Atos, donnant ainsi à la société son nouveau statut de pleine autonomie.
En octobre 2019, le conseil d'administration de Worldline le nomme Président, en plus de son mandat de Directeur Général, à la suite du départ de Thierry Breton.
En février 2020, il annonce le projet d’offre publique sur toutes les actions Ingenico, ce qui créera, à la clôture de l’opération, le quatrième acteur mondial des services de paiements avec environ 20 000 employés dans 50 pays.
Sous sa direction, Worldline est admis fin février 2020 au sein du CAC 40. Cette opération reflète principalement l’évolution de la liquidité et de la capitalisation boursière du Groupe passé de 2,2 milliards d’euros en juin 2014 à son admission en Bourse à plus de 11 milliards lors de son entrée dans le CAC 40.
En avril 2020, Gilles Grapinet annonce l’acquisition de GoPay par Worldline par l’achat de 53% des parts. L’entreprise annonce également un achat de la totalité des parts pour courant 2022. GoPay est un spécialiste des paiements en ligne en Europe de l’Est. Worldline compte, par cette action, renforcer ses offres aux commerçants et s’installer durablement dans l’Est et le centre de l’Europe.
Il est aussi à l’origine de la création de l’EDPIA (European Digital Payment Industry Alliance), organisation professionnelle rassemblant les principales sociétés européennes spécialisées dans les paiements électroniques (Ingénico, Nets, Nexi et Worldline), et qui se fixe pour objectif de mieux coordonner la représentation des grands industriels du secteur auprès des autorités européennes et autres parties prenantes de l’écosystème des paiements. Il en assure la première présidence.
Fin octobre 2020, Gilles Grapinet annonce la finalisation de l’acquisition amicale d’Ingenico par Worldline, donnant ainsi naissance à un nouveau leader des services de paiement d’envergure mondiale. En conjuguant les forces de Worldline avec celles d’Ingenico, il a permis à la société de franchir une nouvelle étape de son projet : fournir aux banques, aux marchands et, plus largement, à tout l’écosystème des paiements les moyens de réaliser une croissance économique durable et rentable[passage promotionnel].
En novembre 2020, Gilles Grapinet rejoint Younited Credit, une des plus importantes Fintechs d’Europe, en tant que Président du Conseil de Surveillance, afin d’accompagner la fintech du Next40 dans son développement international et technologique.
En 2023, Gilles Grapinet connait sa pire année à la tête de Worldline avec une perte nette de 800 millions d'euros sur l'année et la suppression de 1 400 postes dont 330 en France.
Sous sa direction, le 25 octobre 2023, le cours de l'action Worldline plonge en une seule journée de près de 60% (passant de 23€ à 9,42€) à la suite d'un avertissement sur résultat, ce qui est unique dans l'histoire du CAC40, et d'autant plus notable que cette chute s'ajoute à une baisse du cours de plus de 50% sur l'année écoulée (le cours de clôture du 11 novembre 2022 était en effet de 47,41€). L'ampleur de la baisse reflète la perte de confiance des investisseurs envers la stratégie de l'entreprise.
Le 28 février 2024, lors de la présentation des résultats financiers de 2023, Gilles Grapinet annonce un nouveau plan de transformation nommé Power24. Ce plan vise à accélérer la transformation post-intégration de Worldline pour renforcer sa compétitivité en réduisant ses coûts, afin de soutenir sa croissance future et la génération de cash. 
Le 13 juin 2024, à l’occasion de l’assemblée générale annuelle de Worldline, le conseil d’administration décide, sur recommandation du comité des nominations, de renouveler le mandat de Gilles Grapinet en tant que Directeur Général.
Trois mois plus tard, le 13 septembre 2024, le même conseil d’administration annonce son départ.